# Pagny-sur-Moselle
Pagny-sur-Moselle és un municipi francès situat al departament de Meurthe i Mosel·la i a la regió del Gran Est. L'any 2007 tenia 4.123 habitants.

## Demografia

### Població
El 2007 la població de fet de Pagny-sur-Moselle era de 4.123 persones. Hi havia 1.660 famílies, de les quals 410 eren unipersonals (164 homes vivint sols i 246 dones vivint soles), 477 parelles sense fills, 596 parelles amb fills i 177 famílies monoparentals amb fills.
La població ha evolucionat segons el següent gràfic:
Habitants censats

### Habitatges
El 2007 hi havia 2.024 habitatges, 1.686 eren l'habitatge principal de la família, 249 eren segones residències i 89 estaven desocupats. 1.256 eren cases i 481 eren apartaments. Dels 1.686 habitatges principals, 1.057 estaven ocupats pels seus propietaris, 599 estaven llogats i ocupats pels llogaters i 30 estaven cedits a títol gratuït; 42 tenien una cambra, 97 en tenien dues, 246 en tenien tres, 530 en tenien quatre i 771 en tenien cinc o més. 1.105 habitatges disposaven pel capbaix d'una plaça de pàrquing. A 758 habitatges hi havia un automòbil i a 663 n'hi havia dos o més.

### Piràmide de població
La piràmide de població per edats i sexe el 2009 era:
| Homes | Edats   | Dones |
| ----- | ------- | ----- |
| 0     | 95 o +  | 4     |
| 4     | 90 a 94 | 16    |
| 8     | 85 a 89 | 24    |
| 20    | 80 a 84 | 32    |
| 76    | 75 a 79 | 64    |
| 56    | 70 a 74 | 108   |
| 60    | 65 a 69 | 104   |
| 100   | 60 a 64 | 68    |
| 104   | 55 a 59 | 92    |
| 104   | 50 a 54 | 136   |
| 172   | 45 a 49 | 140   |
| 152   | 40 a 44 | 196   |
| 188   | 35 a 39 | 148   |
| 140   | 30 a 34 | 144   |
| 120   | 25 a 29 | 152   |
| 137   | 20 a 24 | 84    |
| 184   | 15 a 19 | 132   |
| 200   | 10 a 14 | 168   |
| 128   | 5 a 9   | 104   |
| 76    | 0 a 4   | 92    |

## Economia
El 2007 la població en edat de treballar era de 2.777 persones, 2.006 eren actives i 771 eren inactives. De les 2.006 persones actives 1.812 estaven ocupades (987 homes i 825 dones) i 194 estaven aturades (92 homes i 102 dones). De les 771 persones inactives 249 estaven jubilades, 263 estaven estudiant i 259 estaven classificades com a «altres inactius».

### Ingressos
El 2009 a Pagny-sur-Moselle hi havia 1.674 unitats fiscals que integraven 4.148 persones, la mediana anual d'ingressos fiscals per persona era de 18.739 €.

### Activitats econòmiques
Dels 113 establiments que hi havia el 2007, 2 eren d'empreses extractives, 3 d'empreses alimentàries, 8 d'empreses de fabricació d'altres productes industrials, 17 d'empreses de construcció, 18 d'empreses de comerç i reparació d'automòbils, 5 d'empreses de transport, 8 d'empreses d'hostatgeria i restauració, 2 d'empreses d'informació i comunicació, 2 d'empreses financeres, 5 d'empreses immobiliàries, 11 d'empreses de serveis, 23 d'entitats de l'administració pública i 9 d'empreses classificades com a «altres activitats de serveis».
Dels 37 establiments de servei als particulars que hi havia el 2009, 1 era una gendarmeria, 1 oficina de correu, 1 una oficina bancària, 2 tallers de reparació d'automòbils i de material agrícola, 1 taller d'inspecció tècnica de vehicles, 2 autoescoles, 3 paletes, 1 guixaire pintor, 5 fusteries, 3 lampisteries, 3 electricistes, 1 empresa de construcció, 3 perruqueries, 5 restaurants, 3 agències immobiliàries, 1 tintoreria i 1 saló de bellesa.
Dels 9 establiments comercials que hi havia el 2009, 2 eren supermercats, 3 fleques, 1 una fleca, 1 una peixateria, 1 una botiga de roba i 1 una joieria.
L'any 2000 a Pagny-sur-Moselle hi havia 5 explotacions agrícoles.

## Equipaments sanitaris i escolars
El 2009 hi havia 1 centre de salut, 1 farmàcia i 1 ambulància.
El 2009 hi havia 2 escoles maternals i 1 escola elemental. Pagny-sur-Moselle disposava d'un col·legi d'educació secundària amb 336 alumnes.

## Fills il·lustres
- Jean Vautrin (1933 - 2015) escriptor i director de cinema, Premi Goncourt de l'any 1989

## Poblacions més properes
El següent diagrama mostra les poblacions més properes.